# シボレー・プリズマ
プリズマ (PRISMA)は、GMが製造、シボレーブランドで販売していたセダンである。

## 初代（2006年 - 2012年）
2006年10月4日、ブラジルで開発した初代プリズマを発売。セルタをベースにしたセダンで、クラシック（オペル・コルサBの廉価版セダン）とコルサセダン（C）の間を埋めるためラインナップされた。

## 2代目（2013年 - 2019年）
2013年2月26日、ブラジル市場専用のコンパクトセダンとして発表。初代オニキスをベースに開発された。最高出力80 psを発揮する1.0リットルのガソリンと、最高出力106 psを発揮するフレックス燃料対応の1.4リットルモデルを設定した。

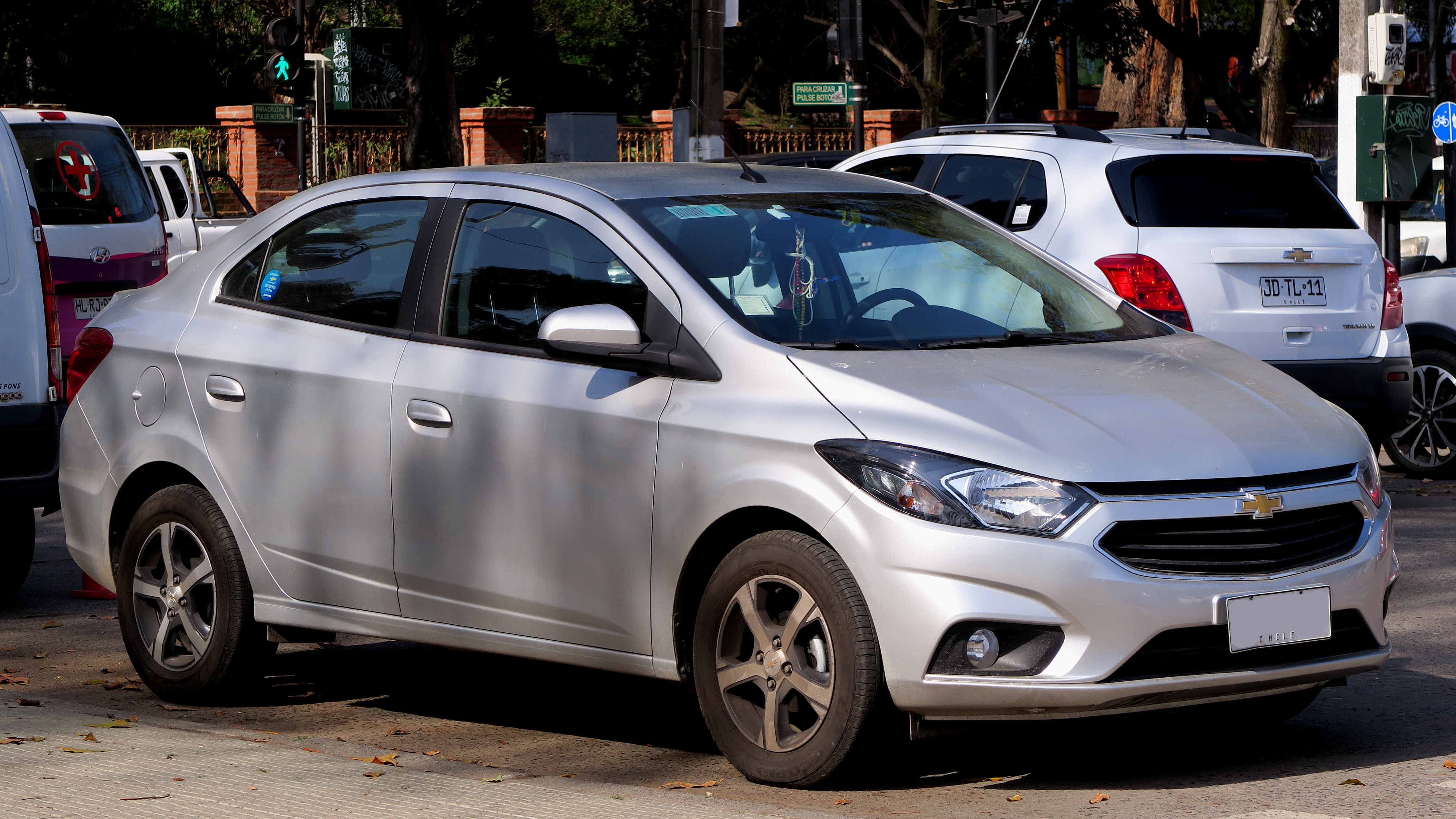
プリズマ（フェイスリフト）
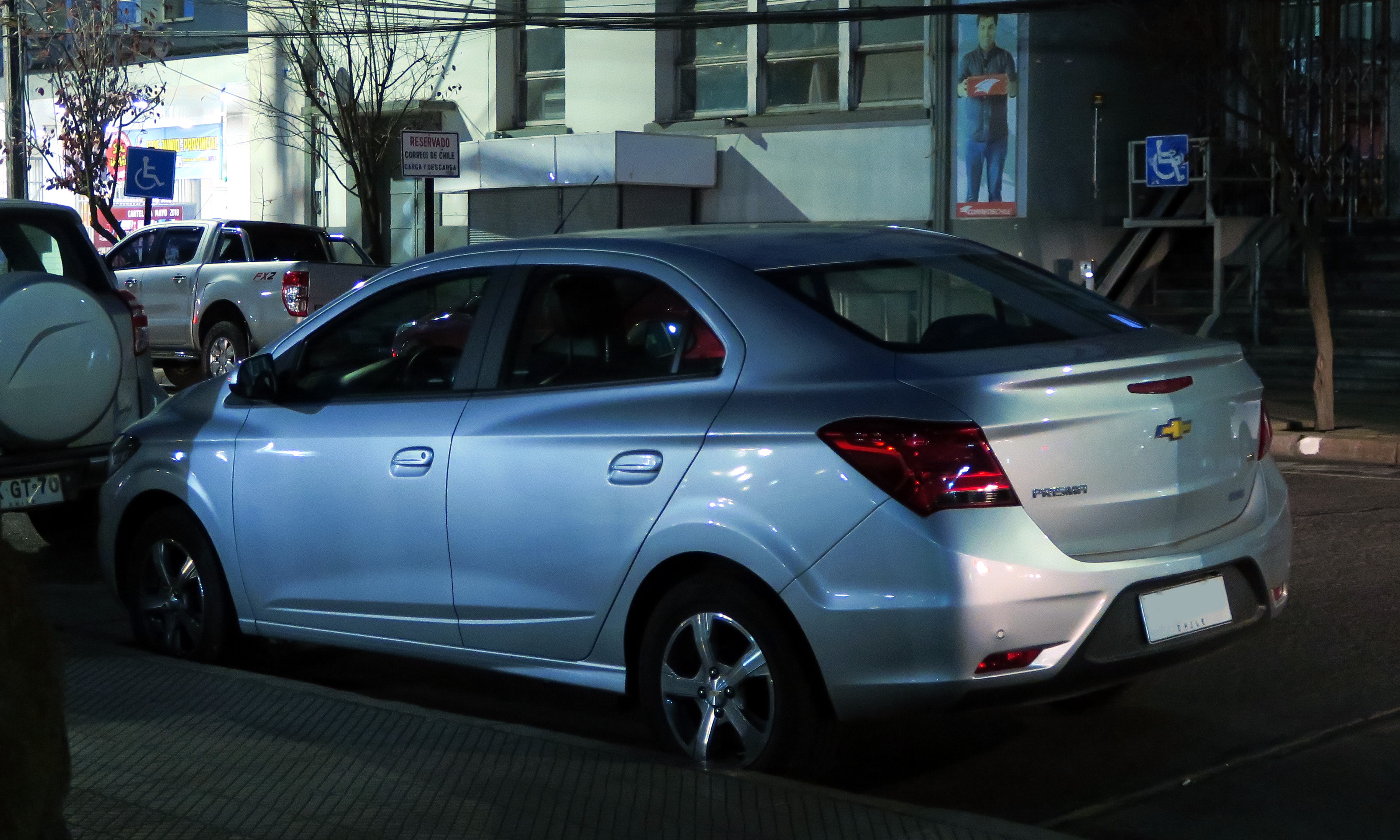
プリズマ（フェイスリフト）

## 車名
「PRISMA (プリズマ)」は、イタリア語で「プリズム」を意味する。